# La Chapelle (Charente)
La Chapelle település Franciaországban, Charente megyében. Lakosainak száma 191 fő (2022. január 1.). La Chapelle Ambérac, Coulonges, Marcillac-Lanville, Vouharte és Genac-Bignac községekkel határos.

## Népesség
A település népességének változása:
| Lakosok száma | 137  | 150  | 148  | 181  | 216  | 226  | 214  | 215  | 215  | 191  |
|               | 1968 | 1982 | 1990 | 2006 | 2013 | 2015 | 2017 | 2019 | 2020 | 2022 |